# 錬武舘
錬武舘（れんぶかん）は、1951年（昭和26年）に設立された日本の空手道場。防具付き空手により空手を競技化し、全日本空手道連盟（旧）に発展したが、現在は複数の会派や連盟に分派・独立している。

## 概要
韓武舘の防具付き空手を受け継ぐ無流派主義の道場であり、全日本空手道連盟（旧）を結成するなど、様々な流派と団結し全国に支部を展開したが、現在は全日本空手道連盟錬武会や全日本硬式空手道連盟、国際防具付空手道連盟などに分派・独立している。空手界の最初の全国大会である全国空手道選手権大会を防具付き空手で主催するなど、空手道の競技化の先駆けとなった。

## 歴史
金城裕の主導により組手稽古に防具付き空手を採用した韓武舘が1949年（昭和24年）に閉鎖されると、後継道場が1951年（昭和26年）、渋谷区氷川町の温故学会内に設立された。これが錬武舘（舘長：中村典夫）である。
錬武舘は実業家の蔡長庚からの支援体制を確立し、防具付き空手による空手道の競技化に成功。1954年（昭和29年）12月、共立講堂において空手界最初の全国大会である全国空手道選手権大会を主催。
この成功により1959年（昭和34年）には流派を越えた組織「全日本空手道連盟（旧）」を設立。錬武舘の師範らの師である遠山寛賢の修道舘を総本部として迎え、会長に最大の支援者であった蔡長庚、副会長に小西康裕（神道自然流）、金城裕（韓武舘）、顧問に大塚博紀（和道流）、山田辰雄（日本拳法空手道）、儀間真謹（松濤館流）など、当時の空手界重鎮多数が就任し、空手界の大同団結の流れを作った。
しかし現在の寸止めルールによる全日本空手道連盟が結成されると、全日本空手道連盟（旧）はその名称を譲り、全日本空手道連盟錬武会として、全空連の防具付き空手を統括する協力団体として存続することとなった。
また錬武舘の各支部のうち、東京の本部道場が1981年（昭和56年）に錬武会を脱退して全日本硬式空手道連盟の発足に参画。1999年（平成11年）には、全日本空手道連盟錬武会錬武舘埼玉支部が錬武会から分派・独立して国際防具付空手道連盟が結成されるなど、現在錬武舘は複数の会派や連盟に分かれている。

### 年表
- 1951年（昭和26年） 東京都渋谷区氷川町の温故学会内に錬武舘が設立。韓武舘の無流派主義、および防具付き空手を継承する。
- 1953年（昭和28年） 剣道の防具に替わる防具の開発に着手。
- 1954年（昭和29年） 防具カラテクターが完成。
- 同年　5月2日、「関東空手道選手権大会」を開催。
- 同年　12月3日、[共立講堂で空手道における最初の全国大会、「全国空手道選手権大会」を開催。
- 1959年（昭和34年） 錬武舘が全日本空手道連盟（旧）へと発展。全国の錬武舘の支部および、複数の流派によって形成され、会長に蔡長庚、副会長に小西康裕（神道自然流）、金城裕（韓武舘）、顧問に大塚博紀（和道流）、山田辰雄（日本拳法空手道）、儀間真謹（松濤館流）など、当時の空手界重鎮多数が就任した。
- 同年　主催する全国大会の名称を「全日本空手道連盟選手権大会」とする。
- 1964年（昭和39年） 現在の全日本空手道連盟の成立により、錬武舘はその名称を譲り、協力団体として日本空手道錬武会と名称変更をする。
- 1971年（昭和46年） 全国大会を「全日本防具付空手道選手権大会」として復活。
- 1974年（昭和49年） 全日本空手道連盟錬武会と改称する。
- 1981年（昭和56年） 錬武会の指定防具としてそれまで使われていたカラテクターに換わり、ストロングマンが開発される。
- 同年　錬武舘の東京本部などにより日本硬式空手道協会（現在の全日本硬式空手道連盟）が発足。錬武舘東京本部は日本空手道錬武舘本部として錬武会から脱会し、硬式空手道を開始する。
- 1999年（平成11年）　錬武会の錬武舘埼玉支部が晃正流空手道錬武館と名称を変更し、錬武会から分派独立した上で国際防具付空手道連盟を発足。
- 2001年（平成13年）　日本空手道錬武舘より、日本錬武舘流空手道錬武舘流錬誠舘が分家・独立。
- 同年、日本空手道錬武舘は新宿の本部道場を閉鎖し、錬武舘中野道場開設。春日部道場を本部道場とする。
- 2003年（平成15年）　日本空手道錬武舘において、日本空手道錬武舘神奈川斉藤塾が分家独立。
- 2009年（平成21年）　日本錬武舘流空手道錬武舘流錬誠舘により日本武道礼法道連盟が発足。
- 2010年（平成22年）　錬武舘中野道場が日本空手道錬武舘より退舘し、日本錬武舘流空手道東京錬武舘として独立する。
- 2013年（平成25年）　日本錬武舘流空手道東京錬武舘の理事長であった山脇研吾を館長として、日本錬武舘流空手道真錬会が独立する。

## 現在の錬武舘
現在、錬武舘の流れを受け継ぐ道場や団体には以下のものがある。

### 全日本空手道連盟錬武会

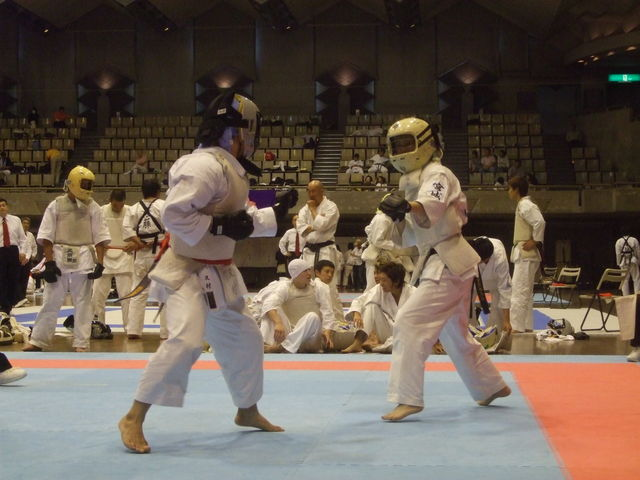
錬武会の全国防具付空手道選手権大会

防具付き空手ルールによる、全日本空手道連盟の協力団体。現在は第四代目会長に第一回、第二回全国空手道選手権大会優勝の須賀信行が務め、昭和29年から始まった全国空手道選手権大会を全国防具付空手道選手権大会として現在まで主催し続けている。組手競技ルールは防具にストロングマンを採用した技あり二つ先取で一本となる一本勝負で、打撃強度の判定が厳しく一撃必殺的と評される。また、全空連の協力団体であることから、田村惣太（青森県防具付空手道連盟）、中津原剛（NPO法人錬武会とちぎ）、外薗大志（錬武会神奈川）をはじめとして、寸止め空手ルールの国体空手道競技に挑戦する選手も多い。
旧錬武舘系の道場は「錬武会○○」という名称の錬武会直系の支部、あるいは各県の防具付空手道連盟として錬武会に加盟し、それらと全日本松濤流空手道連盟藤田会や日本空手道修練会など防具付空手に賛同した諸派による連盟となっている。

#### 日本空手道錬武舘
内藤昭一を二代目館長、中村典夫を名誉館長として、埼玉県春日部市に所在する道場。
一時は全日本硬式空手道連盟（千葉派）の発足に参画し、内藤は同連盟副会長を務め、中村は前会長を務めた。支部に日本やアメリカでキックボクサーとして活躍した羽田真宏を支部長とする上尾道場などがある。
令和6年4月、錬武会埼玉県本部に加盟する形で約45年ぶりに錬武会への復帰をはたす。

### 国際防具付空手道連盟
1999年（平成11年）、晃正流空手道錬武館を中心に、埼玉県防具付空手道連盟、東京都防具付空手道連盟などによって発足。国際防具付空手道選手権大会のほか、オープン戦関東防具付空手道選手権大会を主催。組手競技は防具にストロングマン、スーパーセーフの両方が使用可能であり、当初は錬武会ルールを踏襲し技有り二つで一本勝ちとしていたが、2008年（平成20年）に、「技有り」に満たない軽い打撃も「有効」とし、技有2点、有効1点の4点で勝ちのルールに変更されたため、錬武会系の道場、硬式空手系の道場からも参加が見られる。

#### 晃正流空手道錬武館
埼玉県桶川市に所在。1989年（平成元年）に全日本空手道連盟錬武会の錬武館埼玉支部として発足し、1999年（平成11年）に国際防具付空手道連盟を設立した際、錬武会を脱会の上で流派名を晃正流とした。桜花塾、明清塾のほか、フランスや中国にも支部を展開している。

### 全日本硬式空手道連盟
錬武舘を中心に、錬武会から分かれて作られたのが硬式空手である。一撃必殺的な錬武会に対し、組手競技はスーパーセーフを着用した「多撃必倒」的な加点方式を採用している連盟である。「硬式」とは寸止め空手を軟派とし、それに対する形で名付けられた。錬武舘は硬式空手の発足にも関与。中村は全日本硬式空手道連盟（中村派）の会長も務めた。
現在は千葉派（旧中村派）と久高派に分裂しており、錬武舘系の道場は千葉派に所属しているが、錬武舘本部は先述の通り令和6年に錬武会への復帰を果たしている。

#### 日本錬武舘流空手道錬誠舘
2001年（平成13年）に日本空手道錬武舘より分家・独立。館長は第12回全日本防具付空手道選手権大会で優勝、全日本硬式空手道選手権大会では連覇の実績を持つ坪山修一である。日本防具空手道連盟に加盟しているほか、東京錬武舘主催の錬武舘流空手道選手権大会に参加。また2009年（平成21年）、日本武道礼法道連盟を発足させた。

#### 日本錬武舘流空手道真錬会
2013年（平成25年）に日本錬武舘流空手道東京錬武舘の理事長であった山脇研吾を館長として独立した道場。全日本硬式空手道連盟（千葉派）、全日本武道礼法道連盟に加盟している。

#### 日本空手道神奈川錬武舘斉藤塾
2003年（平成15年）に斎藤雄次郎を館長として、日本空手道錬武舘より分家・独立した道場。全日本硬式空手道連盟（千葉派）に加盟している。大会等では「神奈川錬武舘斎藤塾」「神錬舘斎藤塾」と表記される。

#### 日本錬武舘流空手道東京錬武舘
東京都中野区に所在。日本空手道錬武舘の中野道場であったが、平成22年に脱舘して日本錬武舘流空手道東京錬武舘として分家独立。独自に浅草で錬武舘流空手道選手権大会を主催するほか、国際防具付空手道連盟の大会などにオープン参加。2014年、全日本格斗打撃空手道連盟に加盟した。

## 大会

### 錬武舘・全日本空手道連盟（旧） 主催
空手道競技として最初の全国大会として開催された大会。内外タイムス杯として開催され、日本テレビで全国に中継放送される。
- 第1回（（昭和29年））～第4回（（昭和33年）） 全国空手道選手権大会（共立講堂、渋谷公会堂、日比谷公会堂）

錬武舘が主催していた時代。
- 第5回（（昭和34年））～第9回（（昭和38年）） 全日本空手道連盟選手権大会（後楽園ジムナジアム、東京都体育館）

全日本空手道連盟（旧）が結成され、連盟が主催していた時代。

### 全日本空手道連盟錬武会 主催
全日本空手道連盟発足後、申しわせによる6年間の全国大会開催自粛期間の後に開かれるようになった大会。なおその6年間は、錬武会は空手界で最初のアジア大会を開催している。
- 第10回（1971年（昭和46年））～第29回（1990年（平成2年）） 全日本防具付空手道選手権大会（東京都体育館、新宿区スポーツセンター、三島市民体育館、駒沢オリンピック体育館）

寸止めの全日本空手道連盟が結成され、6年間全国大会が中止になった後の名称。大会名に「防具付」と明記されるようになる。
- 第30回（1991年（平成3年））～ 全国防具付空手道選手権大会（東京体育館、東京武道館）

第30回以降の名称。

### 日本空手道錬武舘 主催
2004年（平成16年）より始まった、日本空手道錬武舘による硬式空手大会。関東地区の硬式空手道場からの参加が多くみられる。
錬武舘主催としては第4回で1958年（昭和38年）までであった全国空手道選手権大会を引き継ぐという名目で、2004年の大会で「第5回」となっている。
- 第5回（2004年（平成16年））～第10回（2009年（平成21年））　錬武舘空手道選手権大会（春日部市市民武道館、台東リバーサイドスポーツセンター）

### 東京錬武舘主催
日本空手道錬武舘から東京錬武舘が分家・独立した後に開催されるようになった大会。錬武舘系の道場としては主催の東京錬武舘のほか、神奈川錬武舘斉藤塾、錬武舘流錬誠舘、晃正流空手道錬武館なども参加している。
- 第1回（2011年（平成23年））～　錬武舘流空手道選手権大会（台東リバーサイドスポーツセンター）
- 第3回（2013年（平成25年））～　全日本錬武舘流空手道選手権大会（台東リバーサイドスポーツセンター）

## 現在の旧錬武舘支部の交流
極真会館等と同様に、分派・独立とは互いの思想や考え方の決定的な違いから別の道を歩むことになった結果生じるものであるので、分裂後の関係は基本的には非常に希薄である。しかし全く無いわけではなく、交流を活発にしようという動きもある。交流は以下のようなところで見られる。
- 国際防具付空手道連盟の大会には主催する晃正流空手道錬武館のほか、錬武舘流錬誠館、東京錬武舘、錬武会傘下の日本大学桜魂空手部が参加している。
- 東京錬武舘主催の錬武舘流空手道選手権大会には、主催の東京錬武舘のほか、神奈川錬武舘斉藤塾、錬武舘流錬誠舘、晃正流空手道錬武館などが参加している。
- 錬武会神奈川を中心として結成された黒川会主催の黒川杯空手道選手権交流大会では、日本空手道錬武舘、東京錬武舘が参加している。